# 獨立混成第2旅團
独立混成第2旅團是大日本帝国陸軍的一个独立混成旅团。1938年编成。

## 編成
在北平地区编成。驻蒙軍直属部隊，在察哈尔省张家口担任警備治安維持，並在当地迎来終戰。

### 歴代旅團長
- 常冈寛治（日语：常冈寛治）少将
- 上野龟甫（日语：上野龟甫）少将
- 阿部规秀中将，1939年11月在扫荡八路军时阵亡
- 人见与一（日语：人见与一）少将
- 真野五郎（日语：真野五郎）少将
- 松浦丰一（日语：松浦丰一）少将
- 渡辺渡（日语：渡辺渡）少将
- 汤野川龙郎（日语：汤野川龙郎）少将

### 終戰時所属部隊
- 独立步兵第2大隊：少佐
- 独立步兵第3大隊：少佐
- 独立步兵第4大隊：大尉
- 独立步兵第5大隊：少佐
- 独立混成第2旅團砲兵隊：少佐，辖1个速射炮中队，2个步兵炮中队。
- 独立混成第2旅團工兵隊：大尉
- 独立混成第2旅團通信隊：大尉

## 相關項目
- 軍事組織
- 大日本帝國陸軍旅團一覽（日语：大日本帝国陸軍旅団一覧）